# Jim Bunn
Jim Bunn (ur. 12 grudnia 1956) – amerykański polityk, członek Partii Republikańskiej. W latach 1995–1997 przez jedną kadencję Kongresu Stanów Zjednoczonych był przedstawicielem piątego okręgu wyborczego w stanie Oregon w Izbie Reprezentantów Stanów Zjednoczonych.